# Åttafläckig getingfluga
Åttafläckig getingfluga (Chrysotoxum octomaculatum) är en tvåvingeart som beskrevs av John Curtis 1837. Åttafläckig getingfluga ingår i släktet getingblomflugor, och familjen blomflugor. Enligt den finländska rödlistan är arten nationellt utdöd i Finland. Enligt den svenska rödlistan är arten starkt hotad i Sverige. Arten förekommer på Gotland och Öland. Arten har tidigare förekommit i Götaland och Svealand men är numera lokalt utdöd. Artens livsmiljö är torra gräsmarker. Inga underarter finns listade i Catalogue of Life.